# Sara Menker
Sara Menker est une entrepreneure éthiopienne et PDG de Gro Intelligence. Elle est administratrice du Mandela Institute for Development Studies et a été élue l'un des Young Global Leaders du Forum économique mondial.

## Famille et formation
Sara Menker naît et grandit en Éthiopie.
Elle étudie l'économie et les études africaines au Mount Holyoke College . Elle poursuit ses études supérieures à la London School of Economics puis à l'Université Columbia où elle obtient une maîtrise en administration des affaires.

## Carrière professionnelle
Vice-présidente du groupe de matières premières chez Morgan Stanley, elle s'intéresse aux investissements dans les terres agricoles. Elle quitte son emploi à Wall Street pour utiliser ses compétences en analyse des données pour le bien de la société.
Elle s'inquiète de la menace d'une crise alimentaire mondiale et commence à étudier comment l'Afrique pourrait atténuer les demandes croissantes de nourriture de la Terre. Elle estime que d'ici 2030, les pénuries alimentaires pourraient être aussi importantes que la crise financière ou le krach de la bulle Internet. Elle prédit que le monde pourrait faire face à un déficit calorique de 214 000 milliards.
En 2014, Sara Menker crée Gro Intelligence , une plate-forme basée sur les données qui relie le marché alimentaire du monde entier,,. Gro Intelligence comprend des informations telles que le coût des exportations d'avocats du Mexique et des grains de café populaires, et utilise l'intelligence artificielle pour faire des prédictions sur les tendances des prix des aliments,. Gro Intelligence propose un logiciel qui facilite la compréhension des données agricoles, météorologiques et climatiques. Les données sont combinées avec des images satellite et créent plus de 1 000 modèles par jour. Elle utilise Gro Intelligence pour enquêter sur l'impact des catastrophes naturelles, y compris les sécheresses, sur l'approvisionnement alimentaire. Les rapports informent les entreprises sur quoi et où vendre des produits, ainsi que de soutenir les décideurs politiques et les compagnies d'assurance.
En 2017, Menker donne une conférence TED Une crise alimentaire mondiale pourrait être dans moins d'une décennie, qui a été regardée plus de 1,5 million de fois. En 2018, elle tient une conférence au Henry C. Gardiner Global Food Systems. Elle est intervenue également à la Fondation Rockefeller, à X et au New York Times.
Sara Menker est administratrice du Centre international d’agriculture tropicale et du Mandela Institute for Development Studies. Elle a été sélectionnée par le Forum économique mondial en tant que jeune leader mondial en 2014. Elle est également membre de l'Initiative africaine de leadership de l'Aspen Institute. Elle est impliquée dans Cognition X, la plateforme d'information sur l'intelligence artificielle.

## Pour approfondir